# Ламбертсен, Кристиан
Кристиан Джеймс Ламбертсен (англ. Christian James Lambertsen, 15 мая 1917, Уэстфилд, Нью-Джерси — 11 февраля 2011, Ньютаун, Пенсильвания) — американский врач, учёный и изобретатель. Разработал ребризер для боевых пловцов ВМФ США, где считается «крёстным отцом боевых водолазов».

## Биография

### Образование
Ламбертсен родился 15 мая 1917 года в Уэстфилде (Нью-Джерси), в 1939 году окончил Рутгерский университет, где получил степень бакалавра наук. После этого окончил медицинскую школу Пенсильванского университета в 1943 году. В 1977 году получил почётную степень доктора наук от Северо-западного университета.

### Военная карьера
Ламбертсен в звании майора служил в медицинском корпусе армии США в конце Второй мировой войны в 1944—1946 годах. Ещё в 1942 году он изобрёл тип акваланга с ребризером, который обеспечивал замкнутый цикл газа и не выдавал пловца по выдыхаемому воздуху (автономный аппарат для дыхания под водой, англ. self-contained underwater breathing apparatus, сокращённо SCUBA). После этого Управление стратегических служб (предшественник ЦРУ) поставило Ламбертсена во главе программы по разработке элементов оснащения для своих военно-морских соединений.
Он обеспечивал обучение и тренировку боевых пловцов из специальной операционной группы, включая использование изобретённого им дыхательного аппарата Ламбертсена.